# Chiesa di San Materno (Maccagno con Pino e Veddasca)
La chiesa di San Materno è la parrocchiale di Maccagno, frazione-capoluogo del comune sparso di Maccagno con Pino e Veddasca, in provincia di Varese e arcidiocesi di Milano; fa parte del decanato di Luino.

## Storia
La prima citazione di una chiesa a Maccagno Superiore risale al 1565 ed è da ricercare in un atto in cui si legge ch'essa era inserita nella pieve foraniale della Valtravaglia.

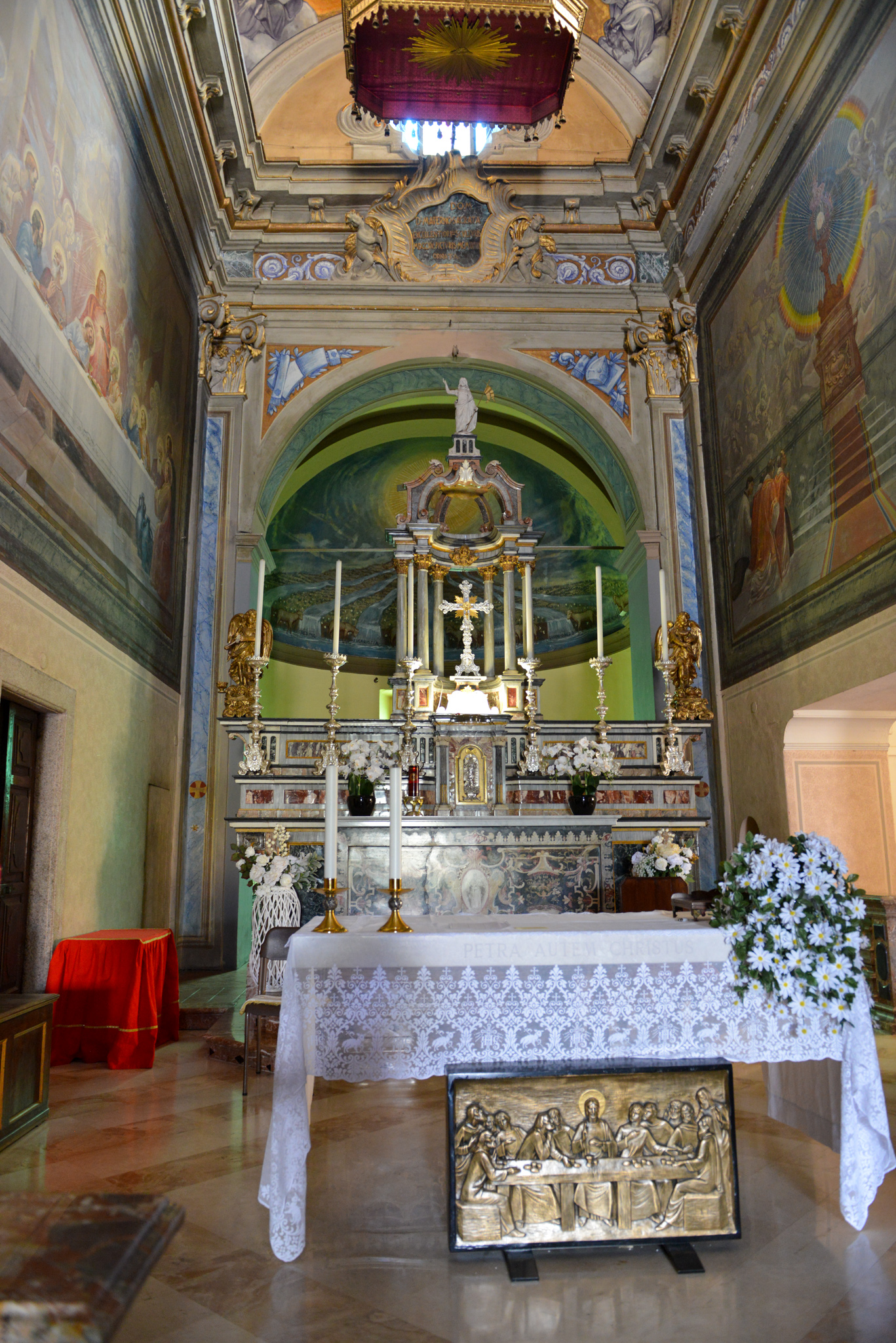
Il presbiterio

Nel 1588, siccome l'antica chiesa non era più sufficiente a soddisfare le esigenze dei fedeli, si decise di edificarne una nuova di maggiori dimensioni. Nel 1596, anno della visita dell'arcivescovo di Milano Federico Borromeo, i lavori risultavano ancora in corso, e terminarono solo nel XVII secolo, anche se non si conosce l'anno esatto in cui l'edificio venne ultimato.

Nel 1683 l'arcivescovo Federico Visconti, compiendo la sua visita pastorale, trovò che la chiesa era costituita da una sola navata e che non era dotata né della torre campanaria né di alcun altare laterale.
All'inizio del XVIII secolo si decise di edificare una nuova chiesa e il progetto relativo venne presentato il 9 febbraio 1701; il 15 marzo del medesimo anno iniziarono i lavori e nel 1715 la struttura poté finalmente dirsi conclusa.
Dalla relazione della visita pastorale del 1748 dell'arcivescovo Giuseppe Pozzobonelli s'apprende che a servizio della cura d'anime v'erano il parroco e due altri sacerdoti residenti, che il numero dei fedeli era pari a 353 e che la parrocchiale, in cui aveva sede la confraternita del Santissimo Sacramento, fondata nel 1574, aveva come filiali gli oratori di Sant'Antonio di Padova, della Beata Maria Vergine ad Nives, di San Carlo e di Santa Maria Maddalena in località Veddo.
Il 1º marzo 1769 venne approvato il disegno della costruenda facciata, la cui realizzazione ebbe inizio il 7 marzo successivo. Dopo quattro anni tuttavia il lavoro era solo a metà, tanto che si dovette rescindere il contratto con il capomastro Giovanni Maria Bassani, che aveva seguito l'opera sino a quel momento, e stipularne uno nuovo con Francesco Bolognini e, alla morte di quest'ultimo nel 1777, con Carl'Antonio Zariatti, che riuscì a portare a compimento la costruzione nel 1783.
Poco meno d'un secolo dopo, tra il 1875 e il 1877, la facciata venne interessata da un intervento di restauro e di risanamento.

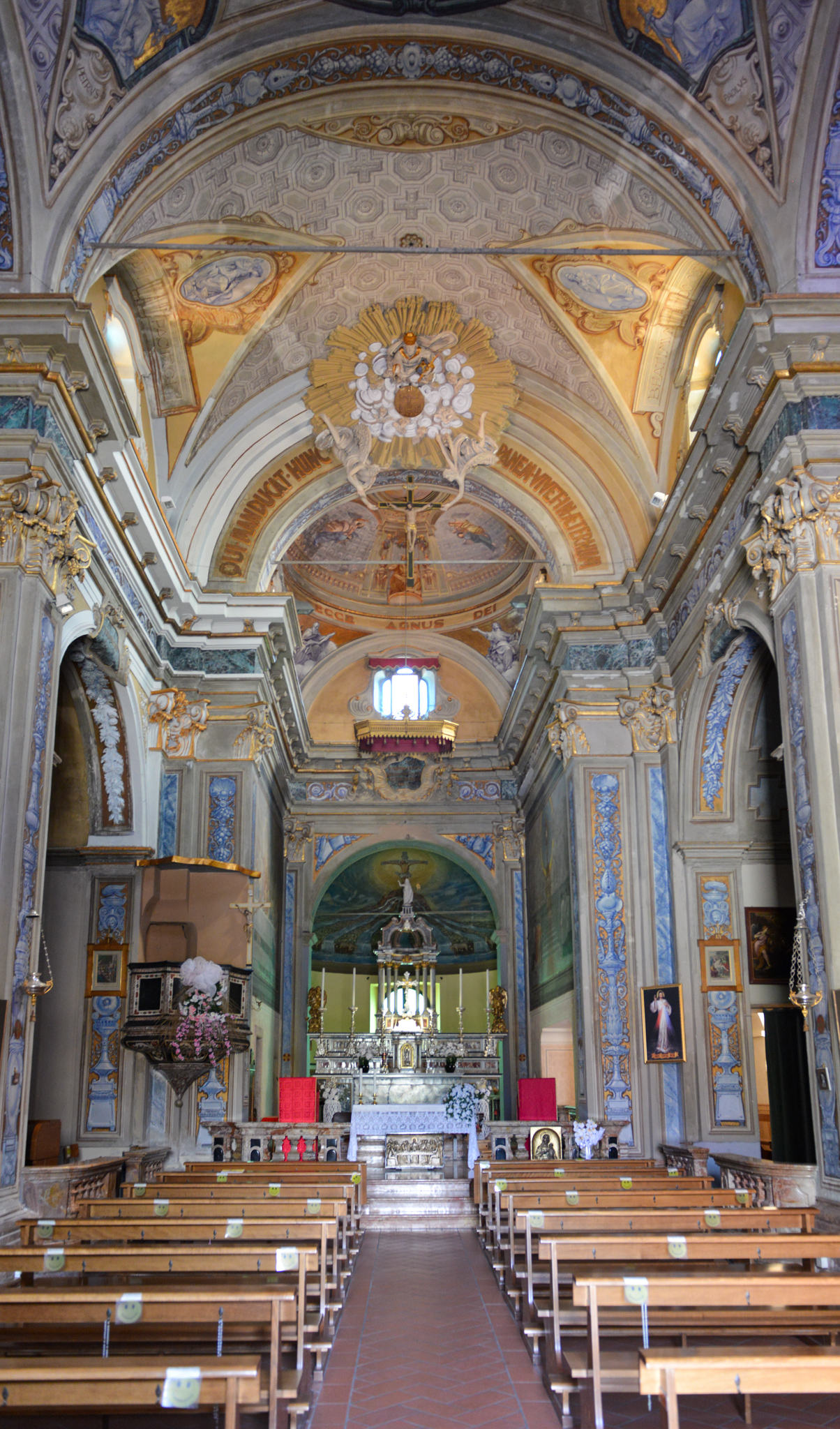
L'interno

Successivamente, l'8 luglio 1986, come stabilito dal decreto dell'arcivescovo Carlo Maria Martini, la parrocchia di Santo Stefano di Maccagno Inferiore venne soppressa e aggregata a quella di Maccagno Superiore, che contestualmente assunse il doppio titolo di "San Materno e Santo Stefano".

## Descrizione

### Facciata
La facciata della chiesa, leggermente concava, è suddivisa da una cornice marcapiano in due registri; quello inferiore, più largo, è scandito da lesene d'ordine ionico e presenta il portale maggiore timpanato e, sopra le due ali laterali, altrettanti pinnacoli, mentre quello superiore, tripartito da lesene corinzie e coronato centralmente da un timpano di forma triangolare, è caratterizzato da una finestra e da due nicchie.

### Interno
L'interno dell'edificio è composto da un'unica navata, sulla quale s'affacciano tre cappelle per lato; l'aula è scandita da lesene, suddivisa in tre campate e coperta da volte a vela e da una cupola; sul fondo si sviluppa il presbiterio, a sua volta chiuso dall'abside.
Opere di pregio qui conservate sono il paliotto dell'altare maggiore, realizzato da Pietro Maria Baroggi, il gruppo della Beata Vergine Addolorata, scolpito da Bernardino Castelli, la statua di San Nicola, donata dalla famiglia Clerici, i medaglioni del ciclo della Passione di Cristo, il quadro avente come soggetto la Vergine Immacolata, eseguito nel XVII secolo da una bottega lombarda, i sette medaglioni ritraenti i Dolori della Vergine Maria, dipinti nel XVIII secolo, e la tela che rappresenta l'Angelo Custode.